# Poltva
Poltva (ukrajinsky Полтва; polsky Pełtew) je nevelká řeka protékající Lvovskou oblastí na západní Ukrajině, levý přítok Západního Bugu. Největším městem na Poltvě je Lvov, kde byla však říčka během 19. století svedena do podzemního systému městské kanalizace a Lvov tak svou řeku „ztratil“ (protéká např. pod současným prospektem Svobody).